# Le Feuillu (Genève)
Cet article concerne la fête populaire. Pour les arbres, voir Feuillu.
Le Feuillu est une fête populaire et folklorique du canton de Genève en Suisse, se rattachant à l'antique tradition du Feuillu. Cette fête a lieu le premier dimanche de mai dans plusieurs communes genevoises. Elle est reconnue comme faisant partie du patrimoine immatériel du canton de Genève. Elle fait également partie des traditions vivantes de Suisse.

## Historique
Le Feuillu, aussi écrit anciennement « Folliu », « Folhiu » ou « Foeillu », est une fête qui se rattache à l'antique tradition des « quêtes de mai » répandues dans toute l'Europe. Elle peut également être rapprochée de la « Fête du Fou » (le fou étant dérivé de fagus, hêtre) ainsi qu'à celle des « Maïentzets » ou encore à celle de l'arbre de mai.

Selon le Glossaire genevois, première publication en 1851,
"Le folliu est une réjouissance que font les petits bouviers (...) le premier dimanche de mai. L'un se couvre le buste d'une enveloppe de feuillage garnie de fleurs et de rubans et va avec quelques camarades faire la quête chez les particuliers, (...). Ces jeunes gens s'amusent le reste de la journée à friper le produit de leur quête."
Cette fête aurait été à l'origine un rite paysan de type païen, probablement d'origine celtique et dont le but est de célébrer le retour du printemps. Au XVIe siècle, Calvin la fit interdire dans les communes genevoises.
Dans un article sur l’usage et la disparition du patois dans le canton de Genève, l’auteur met en relation la pratique de traditions telles que les « failles » et le « feuillu » et la présence de patoisants et de natifs dans les villages. En 1925, la tradition aurait encore été active dans la région entre Lancy et Avully. Il serait aussi connu dans « la partie occidentale du Pays de Gex ».
L’article « Feuillu » paru en 1926 dans le Dictionnaire historique et biographique de la Suisse atteste que cette coutume est encore pratiquée dans plusieurs communes du canton de Genève : Plan-les-Ouates, Bardonnex, Onex, Confignon, Bernex, Cartigny et Avully. Les garçons construisaient alors « le Feuillu ou la Bête, sorte de cage conique de deux mètres de haut, recouverte de feuillage, de fleurs et de rubans, dissimulant celui qui la transporte » ; ils vont de porte en porte et quêtent des œufs et des friandises. Les filles de leur côté « célèbrent la Reine de mai, une des leurs habillée en épousée, qu’elles accompagnent aussi de maison en maison ». L'article précise que sur les anciennes terres genevoise, la censure du Consistoire s’exerce contre ces divertissements : en 1614, les officiers doivent empêcher « qu’on ne fasse de petites épouses, cela étant contraire à la pudeur et aux bonnes mœurs ».
Un groupe de danse populaire « Le Feuillu » est fondé en 1956 à Plan-les-Ouates par Jo Baeriswyl et Paul Pulh, à la suite de représentations du « Jeu du Feuillu » d'Émile Jaques-Dalcroze,.

## Description

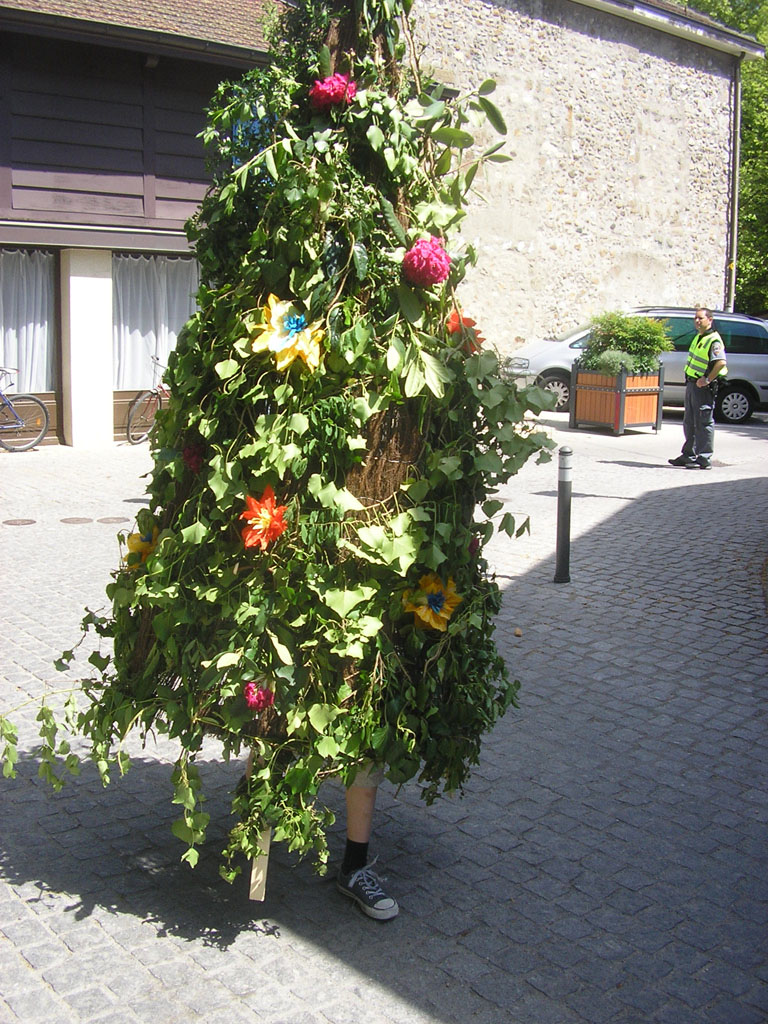
La « bête de mai » en 2011 à Onex

Dans cette fête qui commence par un cortège, ce sont les enfants qui sont mis en scène : ceux de l'école enfantine et de l'école primaire. Les plus petits sont pris en charge par les plus grands. Chacun porte sur la tête une couronne de fleurs. Deux enfants jouent le roi et la reine, ils se tiennent devant le cortège et donnent le rythme et le pas du cortège, suivis des porteurs de quenouillettes. Une construction de branchages appelée « la bête » ou « le Feuillu », recouverte de lierre et de fleurs, aussi de buis, mesurant près de 2 mètres de haut, symbolise le printemps vainqueur et est transportée au sein du cortège. Le Feuillu peut aussi être « un mannequin façonné à l’aide de branches et entièrement couvert de feuilles qui ne laisse pas voir le jeune homme qui s’est glissé à l’intérieur ». La bête évoque sans doute l'ours sortant de son hivernation.
Pour l'occasion, les fontaines sont nettoyées et décorées,.
Le cortège fait le tour du village, parfois en chantant des chansons de la Fête du Feuillu de Jaques-Dalcroze. On rencontre également les chansons « Beau mois de mai » ou encore « Il est revenu ».

## Communes concernées

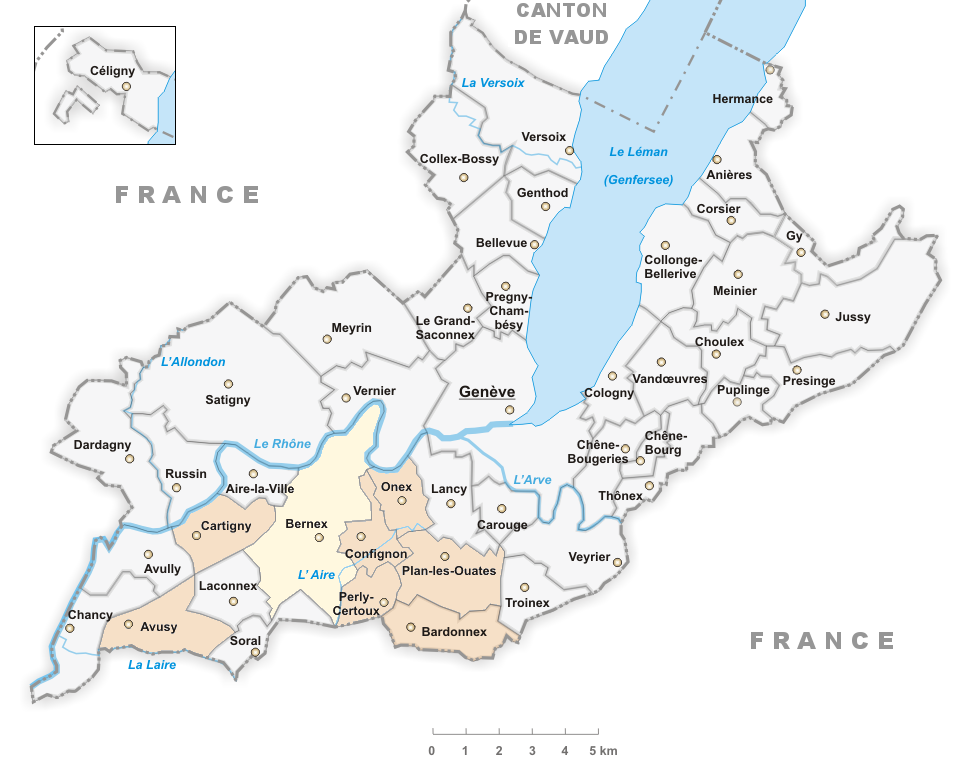
Communes où se déroule le Feuillu
Tradition active
Tradition éteinte

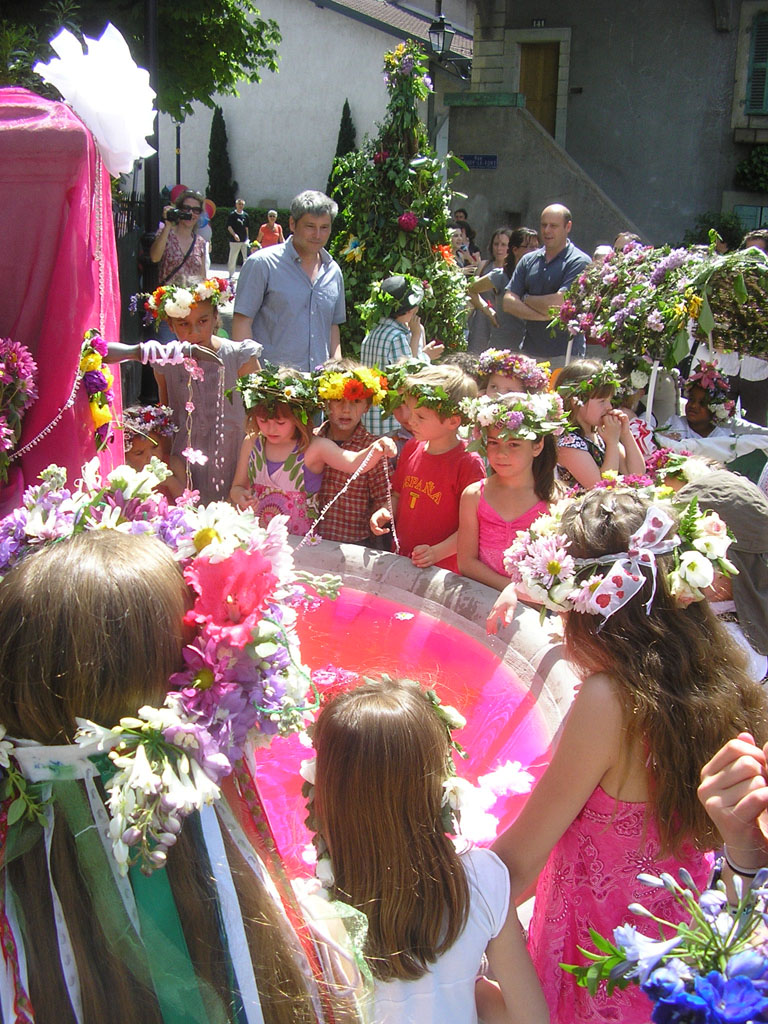
Le Feuillu à Onex en 2011: décoration des fontaines avec des fleurs

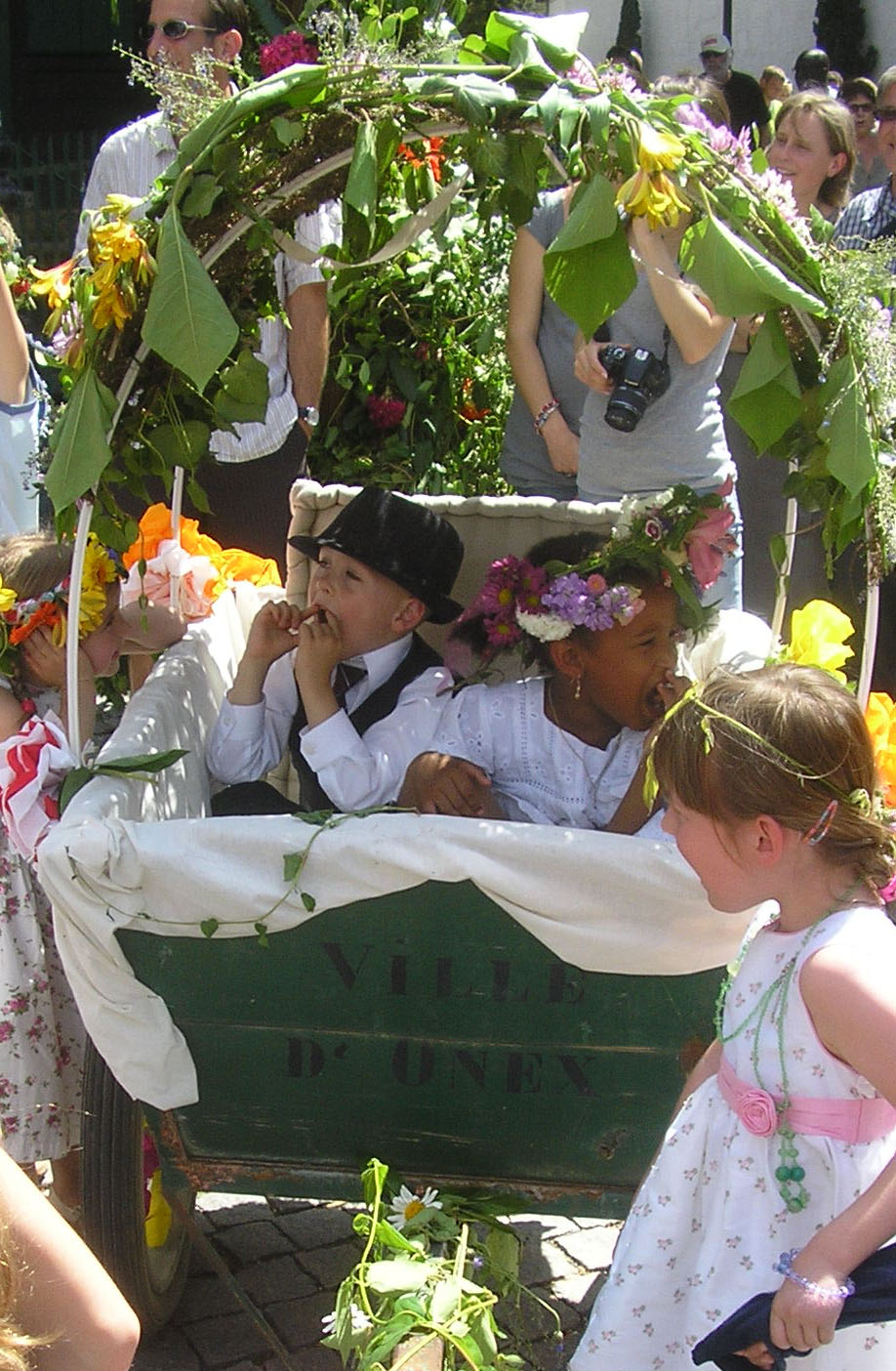
Roi et Reine de mai

Selon la « Liste des traditions vivantes en Suisse », cette fête populaire est connue dans les communes de : Avusy, Bardonnex, Cartigny, Confignon, Onex, Perly et Plan-les-Ouates.
Tradition se continuant de nos jours
- Avusy[16]
Fête réintroduite vers 1984[8].

- Bardonnex
La fête se déroule dans le hameau de Charrot les 1er mai. et dans le hameau de Landecy le premier dimanche de mai.

- Cartigny[17],[18]
En 1908, le régent donne une nouvelle dynamique à une fête sur le déclin, en utilisant les chants du « Jeu du Feuillu » d'Émile Jaques-Dalcroze[19]. La fête est précédée par un nettoyage des fontaines. Une quête d’œufs est destinée à préparer des gâteaux.
Un documentaire de 1978[15] recueille les témoignages des anciens, explique en détail le déroulement de la fête, et montre que la tradition est bien vivante. Sont mentionnés les Feuillus se déroulant à Plan-les-Ouates, et de manière étonnamment analogue à Bad Ragaz[20] (canton de Saint-Gall).

- Confignon[21]
Fête réintroduite vers 1958 par madame Blanchet, institutrice[8],[22], avec la « bête de mai » dès les années 1960.
Un documentaire de 1964 montre la confection de la « bête de mai »[22].
Le quartier moderne de Cressy le célèbre depuis le 5 mai 2007[23].

- Onex
Le Feuillu n'était plus célébré depuis la fin des années 1960 et la forte urbanisation de la commune.
Renaissance en mai 2011 avec un cortège fleuri avec roi et reine et « bête de mai », dans le Vieil-Onex.

- Perly-Certoux
Au village de Perly[24],[25]
Célébré le premier samedi du mois de mai ; les élèves de l'école primaire décorent le char du Feuillu la veille. Un élève du cycle élémentaire (environ 4-6 ans) est élu Roi ou Reine de Mai et défile avec son ou sa bien-aimé(e)[26].

- Plan-les-Ouates
Dans les localités d'Arare, Saconnex-d'Arve et La Chapelle[5],[27],[15]
Spectacles dès 1956, groupe de danse, orchestre[11].
Fête réintroduite en 2003 par l'association Au Bout du Conte[8].

Tradition éteinte
- Bernex

France voisine
Cette tradition existait également dans certains villages du Pays de Gex en France près de la frontière Suisse. À Feigères, hameau de la commune de Péron dans l'Ain chaque année début mai, un chariot en forme de tipi, décoré de branches et de fleurs de lilas tiré par des jeunes tournait dans le village jusque dans les années 1960 environ[réf. nécessaire].

## Dans la littérature
Émile Jaques-Dalcroze évoque la fête du Feuillu dans son jeu du Feuillu.

## Filmographie
- Traditions.ge : Genève à travers 30 traditions, Séverin Bolle, 2007, chapitre « printemps ». Documentaire.
- Yvette Perrin (journaliste), Jean-Pierre Moutier (réalisateur), « Cartigny en fête », émission Folklore de la RTS, 14 mai 1978, vidéo 36 min[15]. Les enfants de Cartigny célèbrent chaque printemps la fête du Feuillu. Images du Feuillu à Plan-les-Ouates et à Bad Ragaz.